# 2003年4月

## 4月1日
- 美伊战争
  - 美军继续对伊拉克巴格达南部进行空袭。伊拉克国家奥林匹克委员会总部大楼在空袭中被美军导弹击中，大楼一到四层的墙体严重受损。据称，该大楼也是萨达姆长子乌代所领导的伊拉克政府青少部办公室所在地。美国五角大楼于当地时间31日晚宣布，过去3天里向伊拉克境内共投掷了3000多枚炸弹。
  - 伊拉克电视台否认萨达姆的家人已经逃亡国外。

- 其他
  - 香港著名艺人张国荣在香港文華東方酒店跳楼自杀身亡。

## 4月6日
- 第22届香港电影金像奖頒獎典禮，香港四大天王同台表演，纪念不久前自杀身亡的张国荣。

## 4月7日
- 美伊战争
  - 俄罗斯驻伊拉克大使的外交车队在撤离伊拉克途中，遭到不明武装人员袭击，有人员受伤。俄罗斯总统普京分别召集驻俄罗斯的美国和伊拉克大使，要求交战双方保证俄国外交人员的安全。
  - 美国空军再次误伤友军地面部队。有美国海军陆战队队员和伊拉克库尔德叛军人员受伤。英国BBC记者也受轻伤。
  - 美军宣称已经完成包围巴格达的行动，并占领了巴格达的萨达姆机场。但伊拉克方面否认，宣称已经重夺机场的控制权。

## 4月9日
- 美军部队占领巴格达，萨达姆政权被推翻。

## 4月20日
- 马来西亚首相马哈迪·莫哈末取代南非总统塔博·姆贝基成为不结盟运动秘书长。

## 4月21日
- 退役美军将领杰伊·加纳（Jay Garner）出任伊拉克临时管理委员会负责人。

## 4月25日
- 百人會2003年年會開設「中國的機會與市場的發展」討論會，《中國即將崩潰》作者章家敦應邀擔任主講人[1]，原本是對頭的索羅斯基金管理公司董事長兼執行長馬克·史瓦茲（Mark Schwartz）、摩根史坦利亞洲榮譽董事長傑克·華沃茲（Jack S. Wadsworth）、《風險資本主義者》作者吉姆·羅傑斯（Jim Rogers）聯合圍剿章家敦，馬克·史瓦茲以其華爾街老江湖的經驗當面駁斥章家敦「你的中國崩潰論，只在你的書中存在，不存在現實的中國」[2]。

## 4月28日
- 苹果电脑的iTunes音乐商店开放，在首周卖出1,000,000首歌曲。
- 严重急性呼吸道症候群（SARS）在全球迅速蔓延，尤其在中國、东南亚和加拿大的多伦多最为严重。